# Puchar Zdobywców Pucharów w piłce siatkowej
CEV Puchar Zdobywców Pucharów (ang. CEV Cup Winner's Cup) – międzynarodowe klubowe rozgrywki siatkarskie organizowane od 1972 do 2000 roku. Najwięcej zwycięstw zdobył włoski klub Maxicono Parma.

## Triumfatorzy
| Edycja | Sezon     | 1. miejsce                 | 2. miejsce                 | 3. miejsce                |
| ------ | --------- | -------------------------- | -------------------------- | ------------------------- |
| I      | 1972/1973 | Zwiezda Woroszyłowgrad     | Cespel SC                  | Lewski-Spartak Sofia      |
| II     | 1973/1974 | Radiotechnik Ryga          | Zvezda Woroszyłowgrad      | Resovia Rzeszów           |
| III    | 1974/1975 | Radiotechnik Ryga          | Lewski-Spartak Sofia       | Aero Odolena Voda         |
| IV     | 1975/1976 | CSKA Sofia                 | Červená hviezda Bratysława | Klippan Turyn             |
| V      | 1976/1977 | Radiotechnik Ryga          | Steaua Bukareszt           | Aero Odolena Voda         |
| VI     | 1977/1978 | Rudá hvězda Praha          | AZS Olsztyn                | Pallavolo Catania         |
| VII    | 1978/1979 | Dinamo Bukareszt           | Lewski-Spartak Sofia       | Rudá hvězda Praga         |
| VIII   | 1979/1980 | Panini Modena              | Panathinaikos AO           | Aero Odolena Voda         |
| IX     | 1980/1981 | Červená hviezda Bratysława | Steaua Bukareszt           | CSKA Sofia                |
| X      | 1981/1982 | Awtomobilist Leningrad     | Lewski-Spartak Sofia       | Steaua Bukareszt          |
| XI     | 1982/1983 | Awtomobilist Leningrad     | Klippan Turyn              | Wojwodina Nowy Sad        |
| XII    | 1983/1984 | Klippan Turyn              | Son Amar Palma             | Asnières Sports           |
| XIII   | 1984/1985 | Dinamo Moskwa              | Lewski-Spartak Sofia       | Steaua Bukareszt          |
| XIV    | 1985/1986 | Panini Modena              | Steaua Bukareszt           | CSKA Sofia                |
| XV     | 1986/1987 | Tartarini Bologna          | Lewski-Spartak Sofia       | OK Bosna Sarajewo         |
| XVI    | 1987/1988 | Maxicono Parma             | Camst Bologna              | Lewski-Spartak Sofia      |
| XVII   | 1988/1989 | Maxicono Parma             | Lewski-Spartak Sofia       | Panathinaikos AO          |
| XVIII  | 1989/1990 | Maxicono Parma             | Sisley Treviso             | Dinamo Moskwa             |
| XIX    | 1990/1991 | Gabeca Montichiari         | Awtomobilist Leningrad     | AS Fréjus                 |
| XX     | 1991/1992 | Gabeca Montichiari         | Mediolanum Milano          | Moerser SC                |
| XXI    | 1992/1993 | Misura Milano              | AS Cannes                  | Gabeca Montichiari        |
| XXII   | 1993/1994 | Sisley Treviso             | Milan Milano               | AS Cannes                 |
| XXIII  | 1994/1995 | Daytona Las Modena         | Grupo Duero Soria          | Knack Roeselare           |
| XXIV   | 1995/1996 | Olympiakos SFP             | Bayer Wuppertal            | Alcom Capelle             |
| XXV    | 1996/1997 | Alpitour Traco Cuneo       | Olympiakos SF Pireus       | Dinamo Biełgorod          |
| XXVI   | 1997/1998 | Alpitour Traco Cuneo       | Olympiakos SF Pireus       | Castelo da Maia GC        |
| XXVII  | 1998/1999 | AS Cannes                  | Alpitour Traco Cuneo       | UEM-Izumrud Jekaterynburg |
| XXVIII | 1999/2000 | Paris Volley               | TNT Alpitour Cuneo         | AEK Ateny                 |